# Аарберген
Аарберген (нім. Aarbergen) — сільська громада в Німеччині, знаходиться в землі Гессен. Підпорядковується адміністративному округу Дармштадт. Входить до складу району Райнгау-Таунус.
Площа — 33,94 км2. Населення становить 6337 ос. (станом на 31 грудня 2020).